# Arnolds Spekke
Arnolds Spekke (ur. 14 czerwca 1887 w Vecmuiža koło Goldyngi, zm. 27 lutego 1972 w Waszyngtonie) – łotewski filolog i wykładowca uniwersytecki, poseł we Włoszech (1933–1940) i minister spraw zagranicznych Łotwy (1963–1972).

## Życiorys
W 1915 ukończył studia romanistyczne w Moskwie, gdzie później pracował jako nauczyciel języka niemieckiego. Od 1919 do 1933 wykładał filologię romańską na Uniwersytecie Łotewskim, gdzie w latach 1925–1927 był również dziekanem wydziału filologii.
W październiku 1933 objął funkcję posła we Włoszech, akredytowanego również w Grecji, Bułgarii i Albanii. Po agresji sowieckiej na Łotwę w czerwcu 1940 pozostał na placówce (w Rzymie i Mediolanie), przekazał rządowi Mussoliniego notę protestującą przeciwko okupacji Łotwy. Po zaprzestaniu pracy poselstwa w 1940 pracował jako nauczyciel, bibliotekarz i tłumacz. W latach 1945–1950 był wiceprezesem Łotewskiego Komitetu Uchodźców we Włoszech.
W kwietniu 1954 został chargé d’affaires i konsulem generalnym w Chicago. Po śmierci Kārlisa Zariņša objął w maju 1963 urząd ministra spraw zagranicznych, który sprawował do końca życia.
Odznaczony Orderem Odrodzenia Polski, a także Orderem Trzech Gwiazd III klasy oraz odznaczeniami francuskimi i szwedzkimi.
Autor książki Kā Itālijā sabruka fašisms. Personīgās atmiņas (1967).